# Wanzyr
Wanzyr (Atilax) – rodzaj drapieżnych ssaków z podrodziny Herpestinae w obrębie rodziny mangustowatych (Herpestidae).

## Zasięg występowania
Rodzaj obejmuje jeden żyjący współcześnie gatunek występujący w Afryce. 

## Morfologia
Długość ciała (bez ogona) 48,7–51,4 cm, długość ogona 31–41 cm; masa ciała 2,4–4,1 kg. 

## Systematyka
Rodzaj zdefiniował w 1826 roku zoolog i paleontolog Frédéric Cuvier w publikacji, której współautorem był francuski przyrodnik Étienne Geoffroy Saint-Hilaire, poświęconej historii naturalnej ssaków. Cuvier w pierwotnym opisie wymienił gatunek o nazwie „Vansire”, nie podając jednak naukowej nazwy; zwierzę to zostało później zidentyfikowane jako Herpestes paludinosus G. Cuvier, 1829 i oznaczone jako typ nomenklatoryczny rodzaju.

### Etymologia
Atilax (Athylax): gr. przedrostek negatywny α ‘bez’; θυλαξ thulax, θυλακος thulakos ‘worek’.

### Podział systematyczny
Do rodzaju należy jeden występujący współcześnie gatunek:
- Atilax paludinosus (G. Cuvier, 1829) – wanzyr błotny

Opisano również gatunek wymarły z plejstocenu dzisiejszej Południowej Afryki:
- Atilax mesotes (Ewer, 1956)